# Parafia św. Teresy od Dzieciątka Jezus w Częstochowie
Parafia Świętej Teresy od Dzieciątka Jezus w Częstochowie – rzymskokatolicka parafia położona w dekanacie Częstochowa – Najświętszej Maryi Panny Jasnogórskiej, archidiecezji częstochowskiej w Polsce, erygowana w 1957. Mieści się na obszarze dzielnicy Dźbów, przy ulicy Gościnnej 2.

## Historia
Parafię erygował 4 marca 1957 roku biskup Zdzisław Goliński wydzielając jej teren z parafii św. Barbary. Potrzebę stałego duszpasterstwa w podczęstochowskich miejscowościach Dźbowie i Sabinowie widział już biskup Teodor Kubina, który 14 lipca 1937 roku powołał tu ekspozyturę. W latach 1937–1946 funkcję kościoła pełniła kaplica zorganizowana w zaadaptowanym na ten cel pomieszczeniu szkolnego budynku. Wkrótce po ustanowieniu ekspozytury, jeszcze przed wybuchem II wojny światowej staraniem ks. Stanisława Guzika rozpoczęto wznoszenie murów kościoła. Prace przerwała wojna, a okupanci w 1942 roku rozebrali fundamenty i część postawionych już ścian. W 1946 roku ks. Franciszek Rąpała wzniósł tymczasową kaplicę łącznie z prowizoryczną plebanią dobudowaną nad zakrystią. Świątynię tę poświęcił pierwszy biskup częstochowski Teodor Kubina 6 października 1946 roku. Obecny kościół zbudowany został w latach 1957–1959 staraniem ks. Gustawa Musiała według projektu arch. Władysława Kobzdeja, Jana Bajdy i Wiktora Samotyja. Nowy kościół poświęcił rytem zwykłym 12 października 1958 r. biskup Stanisław Czajka, a uroczystym (konsekrował) 9 października 1966 biskup Franciszek Musiel.

### Męczeńska śmierć ks. Stanisława Guzika
Ks. Stanisław Guzik współpracował z oddziałami partyzanckimi. Lista nazwisk partyzantów dostała się w ręce żandarmerii niemieckiej. Na liście znajdowało się również nazwisko ks. Stanisława. W nocy z 18 na 19 listopada 1944 roku gestapo dokonało rewizji na plebanii, gdzie znalazło ślady pobytu partyzantów, ale nie wiadomo dlaczego, wtedy nie aresztowano księdza. Proszony przez parafian, by uciekał, nie uczynił tego. Rano przyjechała nowa grupa gestapo z Konopisk, wówczas zdecydował się na ucieczkę, w czasie której złamał nogę. Przez 40 dni pobytu w więzieniu w Blachowni nie udzielono księdzu pomocy lekarskiej, torturowany nie złożył zeznań o miejscowych partyzantach. Ciężko chory, z infekcją złamanej nogi, został przetransportowany do Gross-Rosen, stamtąd do obozu Dora-Nordhausen. Zmarł o godz. 1.30 w nocy 10 marca 1945 r. Ciało Księdza spalono w krematorium. W dźbowskim kościele znajduje się poświęcona mu tablica pamiątkowa.

## Proboszczowie parafii
| imię i nazwisko               | daty urzędowania |
| ----------------------------- | ---------------- |
| Ekspozytura                   | 1937             |
| Ks. Stanisław Guzik           | 1937–1944        |
| o. Jerzy Dzidowski CP         | 1944–1945        |
| Ks. Franciszek Rąpała         | 1945–1949        |
| Parafia                       | 1957             |
| Ks. Gustaw Musiał             | 1949–1991        |
| Ks. Roman Bąbski              | 1991–1995        |
| Ks. Andrzej Szatniewski       | 1995–1999        |
| Ks. Stanisław Michał Jasionek | 1999–2007        |
| Ks. Zdzisław Gilski           | 2007–2015        |
| Ks. Krzysztof Knurzyński      | od 2015          |